# Don't Forget to Remember Me
„Don't Forget to Remember Me” este o piesă country a interepretei americane Carrie Underwood. Cântecul a fost inclus pe albumul de debut al artistei, Some Hearts, fiind lansat ca cel de-al treilea disc single al materialului. „Don't Forget to Remember Me” a obținut locul 2 în Billboard Hot Country Songs, devenind cel de-al doilea hit de top 3 al artistei în acest clasament. De asemenea, discul a obținut clasări de top 50 în Canada și Statele Unite ale Americii.

## Clasamente
| Clasament                   | Poziția maximă | Referință |
| --------------------------- | -------------- | --------- |
| Canadian Country Singles    | 3              | [ 5 ]     |
| Canadian Hot 100            | 27             | [ 4 ]     |
| Billboard Hot Country Songs | 2              | [ 2 ]     |
| Billboard Hot 100           | 49             | [ 3 ]     |
| Billboard Hot Digital Songs | 75             | [ 6 ]     |
| Billboard Pop 100           | 77             | [ 6 ]     |